# Metilpirrolidina
La metilpirrolidina, también llamada 1-metilpirrolidina y N-metilpirolidina, es un compuesto orgánico de fórmula molecular C5H11N. Es una amina terciaria cíclica derivada de la pirrolidina, en la cual el nitrógeno, además de formar parte del heterociclo, se halla enlazado a un grupo metilo.

## Propiedades físicas y químicas
A temperatura ambiente, la metilpirrolidina es un líquido claro e incoloro. Su punto de ebullición es de 80 °C y su punto de fusión -90 °C, casi 30 °C inferior al de la pirrolidina. Menos denso que el agua (ρ = 0,799 g/cm³), es algo soluble en ella, en proporción de 200 g/L. No obstante, el valor del logaritmo de su coeficiente de reparto, logP = 0,76, denota una mayor solubilidad en disolventes apolares que en disolventes polares.
Es un compuesto sensible al aire, incompatible con agentes oxidantes fuertes y con ácidos fuertes.

## Síntesis y usos
La metilpirrolidina puede ser sintetizada por N-alquilación de pirrolidina con metanol en presencia de rodio, iridio y rutenio a una temperatura igual o inferior a 100 °C.
Otra vía de síntesis también usa la pirrolidina como precursor, junto a formaldehído; recurre al borohidruro de sodio en 2,2,2-trifluoroetanol como agente reductor sin la presencia de catalizador alguno.
A su vez, la metilpirrolidina es precursor de aminas más complejas como 1,2-dimetilpirrolidina, 1-etilpirrolidina, 1-butilpirrolidina y N-metil-3-metilpirrolidina.
La metilpirrolidina forma parte esencial de la estructura de compuestos como la nicotina —que consiste en un anillo de piridina unido a metilpirrolidina— y la cefepima, antibiótico del grupo de las cefalosporinas de cuarta generación desarrollado en 1994.
En cuanto a sus aplicaciones, la metilpirrolidina —al igual que otras aminas cíclicas como azepano y azocano— puede ser empleada como repelente para artrópodos, ya que enmascara los olores que atraen a los insectos. Se ha planteado su uso como sustituto del DEET.

## Precauciones
La metilpirrolidina es una sustancia combustible cuyo punto de inflamabilidad es -18 °C. Es tóxica si se inhala o ingiere y su contacto puede ocasionar severas quemaduras en piel y ojos.